# Рюбампре, Филипп де
Филипп де Рюбампре (фр. Philippe de Rubempré; ум. 1639), граф де Вертен, барон д'Эверберг — государственный деятель Испанских Нидерландов.

## Биография
Сын Антуана III де Рюбампре, сеньора де Вертен, дворцового распорядителя королевского дома в Нидерландах, и Мари д'Аверу, называемой Бретонской, правнук Жана де Рюбампре.
Унаследовал от отца сеньории Вертен, Эверберг, Вертиньоль, и прочее, и должность великого загонщика Брабанта.
Этот «весьма рассудительный, мудрый и доблестный рыцарь» был капитаном рот шеволежеров и тяжеловооруженных всадников, членом государственного военного совета испанского короля в Нидерландах, дворянином Палат короля и их высочеств эрцгерцога Альбрехта и инфанты Изабеллы, а затем кардинала-инфанта, комиссаром для обновления законов Фландрии и Антверпена, великим бальи Мортена.
Филипп де Рюбампре оказал значительные услуги короне и добился известности в ходе войны с Соединенными провинциями. Он воевал под командованием герцога Пармского, и должен был принять участие в планировавшейся в 1588 году высадке в Англии, затем принимал участие в походах во Францию на помощь осажденным королем Генрихом IV Амьену и Парижу.
8 февраля 1614 правители Нидерландов возвели в его пользу сеньорию Вертен в ранг графства, а 18 февраля 1620 сеньория Эверберг, объединенная с сеньорией Монтенакен, была возведена в ранг баронии. Тексты жалованных грамот приведены в сочинении аббата Стробанта.
В 1624 году Филипп де Рюбампре был пожалован Филиппом IV в рыцари ордена Золотого руна.
1 июля 1636 граф де Вертен был назначен губернатором и капитан-генералом Турне и Турнези, а также капитан-генералом и губернатором Лилля, Дуэ и Орши.

## Семья
1-я жена (после 1590): Жанна (Анна) де Крой-Рё (ум. 1592), дочь Эсташа де Кроя, сеньора де Крезек, и Анны ван Нораут, вдова Луи де Лонгваля, сеньора д'Экорне
2-я жена: Жаклин де Рекур-Ланс, дочь барона Франсуа де Рекура, наследственного шателена Ланса, губернатора Эра, и Изабо де Сент-Омер, дамы де Валлон-Капель
Сын:
- Шарль-Филипп де Рюбампре, граф де Вертен. Полковник кавалерии, великий загонщик Брабанта. Жена (1634): Мари д'Аверу-Бретань, дама д'Аверу, Эльфо, Виннезеле, Билк, и прочее, виконтесса Сен-Доната, его двоюродная сестра, дочь и наследница Антуана д'Аверу, сеньора названных мест, и Жанны дю Шатель